# Лукьяново (Кадуйский район)
Лукьяново — деревня в Кадуйском районе Вологодской области.
Входит в состав Никольского сельского поселения, с точки зрения административно-территориального деления — в Никольский сельсовет.
Расстояние по автодороге до районного центра Кадуя — 25,5 км, до центра муниципального образования села Никольское — 1,5 км. Ближайшие населённые пункты — Анненская, Будиморово, Вахонькино, Завод, Никольское, Никоновская, Новое, Пречистое, Слобода, Стан, Туровино, Фадеево.
По переписи 2002 года население — 2 человека.